# Chagoma
Un chagoma es un nódulo inflamatorio en el sitio de la picadura del insecto Reduviidae que transmite la enfermedad de Chagas, no debe confundirse con el signo de Romaña, que es tejido blando periorbital y linfoide inflamado que se produce cuando el protozoario T. cruzi que causa la enfermedad de Chagas ingresa a través de la conjuntiva.
El chagoma se manifiesta como una hinchazón roja con engrosamiento profundo de la piel (induración) en el sitio de inoculación, que se desarrolla en las semanas posteriores a la picadura inicial y puede persirtir durante semanas después.